# Glomoturritellella
Glomoturritellella es un género de foraminífero bentónico de la subfamilia Meandrospirinae, de la familia Cornuspiridae, de la superfamilia Cornuspiroidea, del suborden Miliolina y del orden Miliolida. Su especie tipo es Turritellella magna. Su rango cronoestratigráfico abarca desde el Anisiense hasta el Ladiniense (Triásico medio).

## Clasificación
Algunas clasificaciones incluyen a Glomoturritellella en la subfamilia Turriglomininae de la familia Meandrospiridae.
Glomoturritellella incluye a la siguiente especie:
- Glomoturritellella magna †
- Glomoturritellella parva †